# Claude Raffy
Pour les articles homonymes, voir Raffy.
Claude Raffy, né le 2 janvier 1945 à Marseille et mort le 17 janvier 2025 à Besse-sur-Issole, est un nageur français. Sa spécialité est le dos.

## Biographie
Il est membre de l'équipe de France aux Jeux olympiques d'été de 1960 à Rome où il prend part au 100 mètres dos, ; il y est éliminé lors des séries.
Il est champion de France de natation en bassin de 50 mètres sur 100 mètres dos à l'été 1962 et sur 200 mètres dos à l'été 1963, alors qu'il évolue au Cercle des nageurs de Marseille.